# Entrellaçat croat

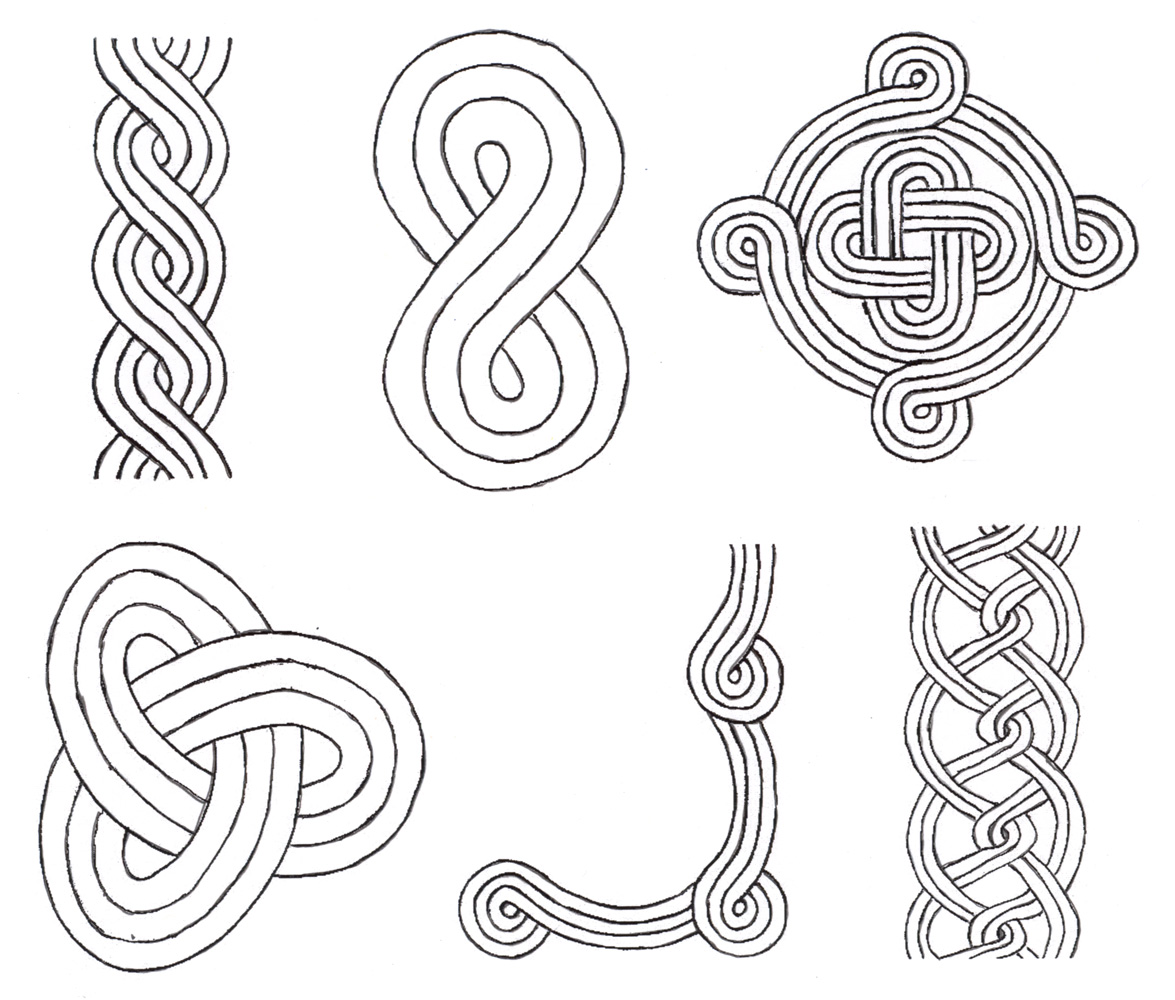
Entrellaçat croat

L'entrellaçat croat (conegut com el pleter o el troplet en croat), és un tipus d'entrellaçat, el més característic del seu patró de tres cintes. És un dels patrons més utilitzats de l'art preromànic croat. Es troba a les esglésies i als monestirs construïts al Regne de Croàcia durant l'alta edat mitjana, entre el segle ix i el començament del segle xii. De vegades, les cintes ornamentals s'agrupen formant figures d'animals i de plantes.
Els exemples més representatius d'inscripcions adornades amb l'entrellaçat croat inclouen l'estela de Baška, la pica baptismal del duc Višeslav de Croàcia, i la inscripció de Branimir. Altres exemples rellevants es troben a prop de Knin, a Ždrapanj i Žavić pel poblat de Bribir, Rižinice a prop de Solin, i a Split i Zadar.
Croàcia té una medalla civil i militar anomenada Ordre de l'entrellaçat croat.

## Galeria d'imatges

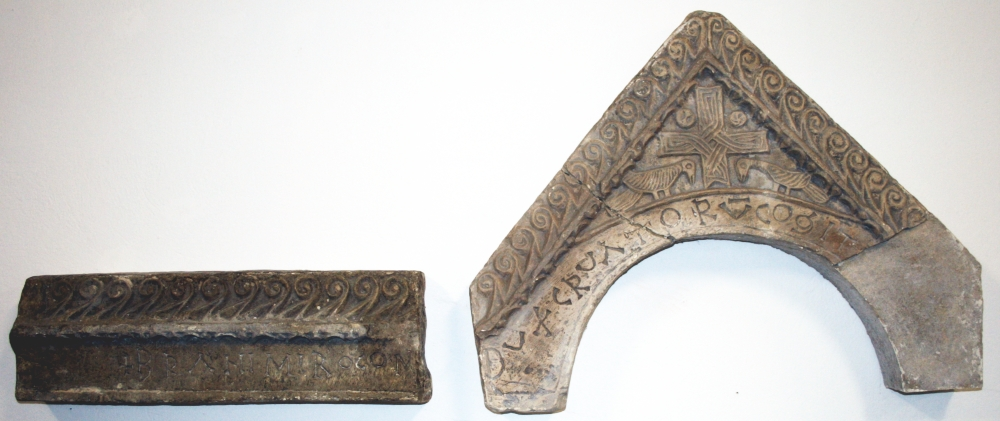
Inscripció del duc Branimir
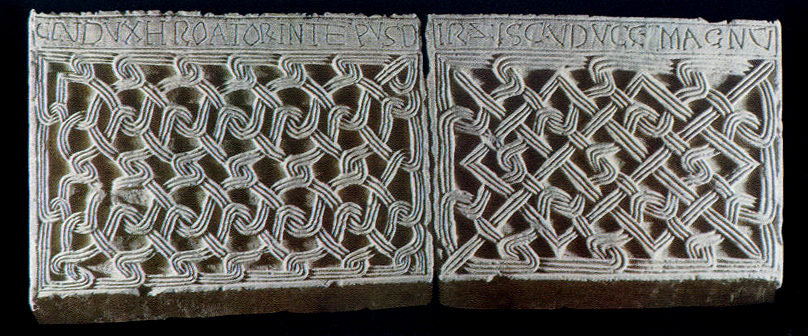
Inscripció del rei Stephen Držislav
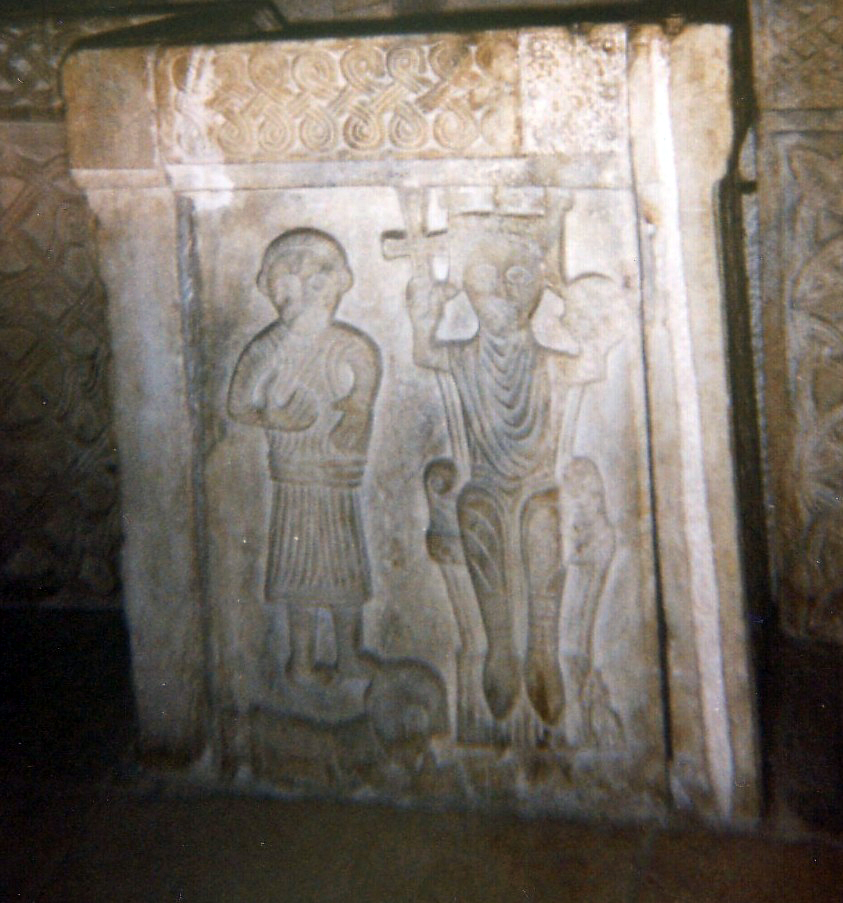
Font del segle xi (probablement una representació de Zvonimir)
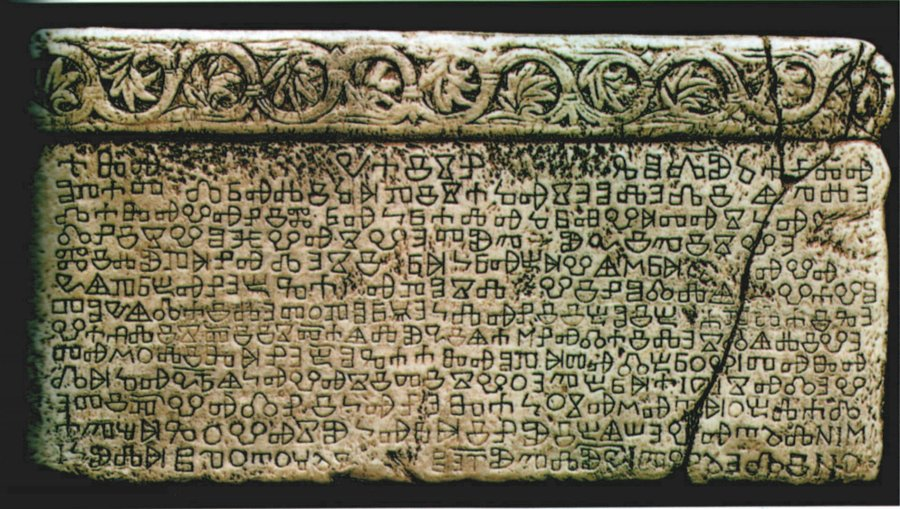
Estela de Baška
Entrellaçat croat a la part superior de la bandera de l'Estat independent de Croàcia